# Universidade do Povo
A Universidade do Povo (University of the People - UoPeople) é uma instituição sem fins lucrativos americana (categoria 501(c)(3)) com sede em Pasadena, Califórnia, Estados Unidos.
Fundada por Shai Reshef em 2009, a Universidade é credenciada e reconhecida pelo Departamento de Educação dos Estados Unidos (U.S.DoED), Conselho de Credenciamento para o Ensino Superior (CHEA), Comissão de Credenciamento de Educação à distância (DEAC), assim como é regionalmente credenciada pela Western Association of Schools and Colleges (WASC). Ela é também aprovada pela Secretaria de Educação Pós-secundária Privada da Califórnia (BPPE).

## História
Empresário educacional Shai Reshef lançou a Universidade do Povo em janeiro de 2009. Suas primeiras turmas começaram a estudar em setembro de 2009, quando 177 alunos de 49 países em todo o mundo assistiram à aula inaugural da Universidade.
O Projeto da Sociedade da Informação na Yale Law School (Yale ISP) expandiu seu programa em educação digital, entrando em uma parceria de pesquisa com a Universidade do Povo, em setembro de 2009.
A Universidade foi anunciada na ONU em 19 de maio de 2009, e foi apresentada na Clinton Global Initiative (CGI) em agosto de 2010.
Em novembro de 2010, na Clinton Global Initiative, a UoPeople compromete-se em aceitar 250 jovens haitianos qualificados para estudar on-line gratuitamente.
Em junho de 2011, a Universidade do povo estabelece uma colaboração com a Universidade de Nova York (NYU) para identificar os alunos da UoPeople que são elegíveis para admissão em uma das instituições mais seletivas do mundo - NYU Abu Dhabi.
Em junho de 2011 a Universidade do povo estabeleceu uma parceria com a Hewlett-Packard (HP). Através dessa parceria, a HP se comprometeu com o patrocínio e a orientação de alunas mulheres em todo o mundo, foram estabelecidos Estágios de Pesquisa Virtual, foi criado o acesso ao HP Life E-Learning, foram fornecidos computadores para o centro de aprendizagem no Haiti e foi fornecido suporte geral para ajudar a UoPeople a alcançar o credenciamento.
Em 2011, através de uma contribuição de US $500.000, a Bill & Melinda Gates Foundation uniu esforços com a Universidade do povo e ajudaram a UoPeople a alcançar o credenciamento.
Em agosto de 2013, a Microsoft4 Afrika anunciou um programa de bolsas para dar aos alunos da África bolsas para estudar na UoPeople, bem como o acesso aos recursos e programas da Microsoft.
Universidade do povo recebeu o credenciamento em fevereiro de 2014, através da Comissão de Acreditação de Educação à Distância.
Em abril de 2014, a universidade formou seu primeiro grupo de formandos que vieram de quatro diferentes países: Jordânia, Nigéria, Síria e os Estados Unidos. Em novembro de 2014, a Universidade anunciou uma parceria com a ACNUR (Alto Comissariado das Nações Unidas para Refugiados) para oferecer ensino superior aos refugiados e solicitantes de asilo no mundo.
Em março de 2016, a Universidade lançou um programa de MBA.
Em abril de 2016, a UC Berkeley faz parceria com a Universidade.
Em 2016, a Universidade já havia aceitado 5.000 alunos  de 180 países.

## Organização e administração

Reunião do Conselho da Presidência

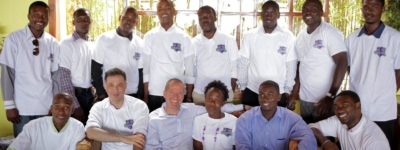
Projeto Haiti Começa - Novembro de 2010

A Universidade é liderada por um Conselho de curadores e o Conselho da Presidência. A UoPeople ganhou amplo apoio de líderes acadêmicos  através do Conselho da Presidência. O Conselho da Presidência é presidido pelo ex-presidente da Universidade de Nova Iorque, John Sexton, e inclui o Chanceler Nicholas Dirks da UC Berkeley, o Diretor do Instituto Indiano de Tecnologia (IIT) o Professor Devang Khakhar, o Vice-Chanceler da Oxford Sir Colin Lucas, o Presidente Emérito da RISD Roger Mandle, o Presidente Emérito da Barnard College Judith R. Shapiro e o Presidente Emérito da Universidade George Washington Stephen Joel Trachtenberg.
O Conselho de Curadores da UoPeople é presidido pelo Advogado Ashok J. Chandrasekhar da Goldfarb Seligman & Co. Dentre os membros curadores incluem o membro da Suprema Corte de Justiça de Utah Christine M. Durham, o Professor de Direito da Escola de Direito da Universidade de Hofstra Daniel J. H. Greenwood, o ex-presidente do Conselho de Bolsas Estudantis da Fulbright Tom Healy, o ex-Reitor e Professor de Finanças da INSEAD Dr. Gabriel Hawawini e o Presidente e fundador da UoPeople Shai Reshef
A estrutura da universidade é baseada em um conjunto de mais de 3.000 voluntários, alguns dos quais preenchem várias posições em cada nível da Universidade.
A Universidade do Povo utiliza o apoio do instrutor combinado com a aprendizagem pelo ensino e a aprendizagem ponto-a-ponto. A universidade utiliza fóruns de discussões online e as comunidades online para que os alunos se envolvam nas leituras, compartilhem recursos, troquem ideias e discutam as questões atribuídas. Estudante, professores, bibliotecários, estudantes de mestrado e outros profissionais - muitos deles voluntários - supervisionam e participam tanto do processo de admissão como do desenvolvimento do currículo.
Os estudantes da UoPeople também possuem acesso ao Centro de Informação e Biblioteca da UoPeople (ULRC), um ambiente virtual disponibilizado através do site do curso da universidade. As coleções do Centro são de fontes de propriedade primariamente acadêmica, mas também incluem fontes educacionais abertas.

## Programas acadêmicos
A Universidade do Povo oferece as seguintes graduações:
Graduação:
- Bacharel em Administração de Empresas;
- Tecnólogo em Administração de Empresas;
- Bacharel em Ciências da Computação;
- Tecnólogo em Ciências da Computação;
- Bacharel em Ciências da Saúde;
- Tecnólogo em Ciências da Saúde.

Pós-graduações
- Mestrado em Administração de Empresas (MBA);
- Mestrado em Educação (M.Ed.)
- Mestrado em Ciências da Informação e Tecnologia (MSIT)

Existem três requisitos para ser admitido nos cursos de bacharelado e tecnologia da universidade: diploma de nível médio, proficiência na língua Inglesa e ter 18 anos ou mais. Já os cursos de MBA, M.Ed. E MSIT também requerem um diploma de graduação superior.  Após completar o currículo básico, os estudantes podem mergulhar nas suas especialidades. Cada curso, que foi desenhado por um conselho consultivo de acadêmicos e profissionais, consiste em tarefas de lição de casa individuais e discussões ativas online, sendo que ambas são revisadas por seus pares. O tamanho das turmas é, normalmente, entre 20-30 estudantes de todas as partes do mundo.
Como a única Universidade de fonte educacional aberta no mundo, todos os cursos fazem uso de fonte educacional aberta; ou seja, os estudantes não têm que pagar por nenhum livro.
A UoPeople também oferece cursos de certificado sem formação superior , que tem como objetivo uma formação profissional mais rápida. Os cursos de certificado são:
- Administração de Empresas
- Ciências da Saúde
- Ciências da Computação
- Inglês como segunda língua (ESL)

## Custos de ensino
A Universidade do Povo é livre de mensalidades, isso significa que o estudantes não precisam pagar para assistir às aulas e estudar na universidade. No entanto, existem alguns custos que o estudante tem que pagar:
- Taxa de registro de $60 para registrar o estudante na Universidade do Povo
- Taxa administrativa de avaliação de $100-$240 para cada avaliação que o estudante fizer.

Para completar uma graduação de tecnólogo, o estudante tem que realizar 20 exames, e 40 exames para a graduação de bacharel, que custam o total de $2000 e $4000 respectivamente. Para o MBA, um estudante tem que pagar uma taxa de avaliação de $200 por curso para um total de 12 disciplinas, que levam ao custo total de $2460 pelo MBA. Estudantes do M.Ed. também pagam uma taxa de avaliação por curso no valor de $240 para cada uma das 13 disciplinas necessárias para a conclusão. O custo total do M.Ed. é de $3100.
Estudantes que não possuem condições de pagar podem ser elegíveis a bolsas de estudos.

## Parcerias

### UC Berkeley
A Universidade do Povo e a estabeleceu uma nova parceria, em Março de 2016, com a Universidade da Califórnia, Berkeley. A Berkeley agora vai aceitar os Tecnólogos graduados na UoPeople qualificados e com alto desempenho que queiram se transferir e completar o Bacharelado na Berkeley.

### Escola de Direito da Yale Projeto da Sociedade da Informação
A Universidade do Povo e a Escola de Direito da Yale ISP (Projeto da Sociedade da Informação) anunciou uma parceria de pesquisa em educação digital em 2009.
Jack Balkin, o Diretor e Professor Titular de Direito Constitucional e da Primeira Emenda na Escola de Direito da Yale, presta serviços no Conselho Consultivo de Artes e Ciências da Universidade do Povo.

### Universidade de Nova Iorque
Em Junho de 2011, A Universidade de Nova Iorque (NYU) anunciou um acordo colaborativo com a Universidade do Povo, para identificar quais estudantes da UoPeople são jovens economicamente desfavorecidos, estudantes elegíveis que sejam qualificados para admissão no campus NYU Abu Dhabi, bem como para receber auxílio financeiro, podendo receber generoso auxílio financeiro para permitir que eles possam frequentar a NYU Abu Dhabi. John Sexton é o Presidente do conselho da Presidência da Universidade e todos os três reitores da UoPeople são da NYU.

### Universidade de Edimburgo
A UoPeople tem colaboração com a Universidade de Edimburgo (University of Edinburgh), que visa apoiar os alunos desenraizados pela guerra, fome e desastres naturais. Os graduados em Ciências da Saúde da UoPeople serão elegíveis para se inscrever na Universidade de Edimburgo para um bacharelado completo em Saúde, Ciências e Sociedade. Esta parceria acadêmica reflete o compromisso da Universidade de Edimburgo em fornecer oportunidades educacionais para populações vulneráveis em todo o mundo.

### International Baccalaureate (IB)
O International Baccalaureate (IB) é um programa educacional que fornece uma qualificação internacionalmente aceita para entrada no ensino superior por muitas universidades em todo o mundo. A UoPeople tem colaboração com o IB para estabelecer bolsas de estudo para candidatos que desejam cursar o Mestrado em Educação (M.Ed.).

### Microsoft4Afrika
Através do programa de bolsas de estudo Microsoft4Afrika, a Microsoft tem o compromisso de patrocinar estudantes Africanos para estudar na UoPeople. Os beneficiários das bolsas irão, mais adiante, melhorar suas habilidades e experiências através da participação adicional em programas de suporte, incluindo treinamento profissional da Microsoft, orientação pelos funcionários da Microsoft, estágios e oportunidades com a Microsoft e seus afiliados na África. A universidade planeja replicar essa parceria com outras corporações no futuro. [35]

### Hewlett Packard (HP)
A Universidade do Povo e a Hewlett Packard (HP) anunciaram uma parceria, em junho de 2011, para abrir estágio de pesquisa virtual para os estudantes da UoPeople como parte da Iniciativa Catalisadora da HP-uma rede global de consórcios que reúne instituições educacionais e organizações não-governamentais.
Adicionalmente, a Hewlett-Packard foi o primeiro patrocinador do Fundo de Bolsas de Ensino para Mulheres da Universidade do Povo, com uma doação de $200,000 para patrocinar 100 mulheres na realização das suas graduações de tecnólogo. A HP também fez uma doação geral de $200,000 e ofertou computadores para o centro de aprendizagem da Universidade no Haiti. 

### Aliança Global das Nações Unidas para ICT e Desenvolvimento
Trabalhando sob o Departamento de Assuntos Econômicos e Sociais, o GAID foi aprovado pelo Secretário-Geral das Nações Unidas, Kofi Annan, em 2006, em reconhecimento que ICT deve ser efetivamente integrado dentro das atividades de desenvolvimento, se em concordância com as metas de desenvolvimento internacional, incluindo as Metas de Desenvolvimento do Milênio, devendo serem realizados dentro do prazo acordado. Em 19 de maio de 2009, UN-GAID anunciou aos repórteres o lançamento da Universidade do Povo na conferência de imprensa de Nova Iorque, e seu Presidente, Shai Reshef, foi nomeado como consultor de alto nível do UN GAID.

### Iniciativa Global Clinton
A Iniciativa Global Clinton faz progredir o compromisso da Universidade do Povo em democratizar o ensino superior no Haiti. Em agosto de 2010, a UoPeople foi convidada a se tornar membro da Iniciativa Global Clinton (CGI), e anunciou seu compromisso com o Haiti, no qual a UoPeople se compromete em aceitar 250 jovens Haitianos qualificados para estudarem gratuitamente, ajudando a eles a terem acesso à educação e desenvolver as habilidades necessárias para reconstruir seu país. O compromisso foi cumprido em maio de 2014.

### Consórcio OpenCourseWare
OpenCourseWare consiste em uma publicação digital livre e aberta de materiais educacionais de alta qualidade, organizada em cursos. O Consórcio OpenCourseWare (OCWC) é formado por uma parceria de mais de 200 instituições de ensino superior e organizações associadas de todo o mundo, criando um corpo amplo e profundo de conteúdo educacional aberto usando um modelo compartilhado. Como um membro do OCWC, a UoPeople reforça seu compromisso de fazer avançar o atual sistema de ensino através da Internet.

### Asal Tecnologias
A Universidade do povo mudou seu centro de desenvolvimento para Ramallah através de uma parceria de tecnologia com a Asal tecnologias, conforme anunciado em 7 de março de 2012. Uma das principais razões por trás deste movimento é que a Universidade afirma que está determinada a, não só fornecer oportunidades educacionais, mas também oportunidades de trabalho para as regiões onde há necessidade. A Palestina é uma dessas regiões. Desde a abertura do centro, parte dos serviços aos estudantes da Universidade e serviços de apoio financeiro mudaram para Ramallah também. 
A Universidade do povo também anunciou que está considerando mudar uma grande parte de suas operações administrativas para Ramallah, a fim de proporcionar empregos adicionais.

### Fundação Saylor
A Fundação Saylor é uma organização sem fins lucrativos cuja missão é tornar o ensino superior gratuito e acessível a todos através da internet. Em 10 de abril de 2012, eles anunciaram uma parceria com a UoPeople para adaptar seu curso de direito empresarial para uso dos alunos da UoPeople.

### Ashoka
É a maior rede de empreendedores sociais em todo o mundo, com quase 3.000 membros em 70 países, introduzindo seu sistema e transformando ideias em realidade em uma escala global. Em reconhecimento do seu empreendimento revolucionário, UoPeople Presidente Shai Reshef foi eleito membro da Ashoka em dezembro de 2009. O programa oferece suporte profissional a Reshef, incluindo o acesso a uma rede global de dois mil pares em todo o mundo.

## Prêmios e reconhecimento
Em 2013, a Associação Internacional de Cartões de Identidade Estudantil (ISIC) e a MasterCard Mundial anunciaram que a Universidade do Povo (UoPeople) foi o vencedor do prêmio ISIC 2013 pela sua "abordagem inovadora para o acesso à educação."
Em 2015, O Presidente da Universidade do Povo, Shai Reshef, foi nomeado pela revista Salt o oitavo mais apaixonado homem de negócios do mundo."
Em 2016, o Prêmio do Príncipe pela Filantropia Inovadora foi atribuído ao Presidente da Universidade do Povo Shai Reshef.